# 福岡県道・大分県道112号福岡日田線
福岡県道・大分県道112号福岡日田線（ふくおかけんどう・おおいたけんどう112ごう ふくおかひたせん）は、福岡県福岡市博多区から大分県日田市に至る一般県道である。

## 概要
福岡県福岡市博多区東比恵3丁目から大分県日田市小ヶ瀬町に至る。
起点から筑紫野市までは国道3号と重複していたこともあるが、同国道の区間変更により単独区間となっている。また、福岡県朝倉郡筑前町から終点までは朝倉市街地前後の区間を除いて国道386号と重複する（大分県には実延長部分がない）。

### 路線データ
- 起点：福岡県福岡市博多区東比恵3丁目（東比恵交差点、国道3号交点、福岡県道555号桧原比恵線終点）
- 終点：大分県日田市小ヶ瀬町（小ヶ瀬1丁目交差点、国道210号交点、国道386号起点）

## 歴史
- 1954年（昭和29年）
  - 建設省告示により主要地方道に指定。
  - 大分県側が県道認定。
- 1955年（昭和30年） - 福岡県側が県道認定

当初の整理番号は、福岡が5、大分が2。
- その後、1973年（昭和48年）までに整理番号が1に統一される。
- 1975年（昭和50年）4月 - 朝倉郡筑前町（旧夜須町）から終点までの区間が国道386号として指定される（これにより、大分県での実延長部分がなくなる）。
- 1976年（昭和51年） - 建設省告示で主要地方道とする指定がなされなかったため一般県道となる。
- 1977年（昭和52年） - 整理番号が112に変更される（大分県は変更の告示を行っていない）。

## 路線状況

### 重複区間
- 国道200号（福岡県朝倉郡筑前町ニ・山家（やまえ）道交差点 - 朝倉郡筑前町朝日・朝日東交差点）
- 国道386号（福岡県朝倉郡筑前町朝日・朝日東交差点 - 朝倉郡筑前町久光・久光橋交差点）
- 福岡県道594号女男石野町線（福岡県朝倉郡筑前町新町・新町交差点 - 朝倉郡筑前町依井・依井交差点）
- 国道386号（福岡県朝倉市頓田・古賀茶屋交差点 -大分県日田市大字日高・小ヶ瀬1丁目交差点（終点）[注釈 1]）
- 福岡県道588号甘木吉井線（福岡県朝倉市山田・恵蘇宿交差点 - 朝倉市杷木志波・本陣橋交差点）
- 国道211号（大分県日田市大字夜明・夜明大橋北交差点 - 日田市大字夜明・夜明三差路交差点）

### 道路施設

#### トンネル
起点から
- 福岡県
  - 大平トンネル：延長275 m、1992年（平成4年）竣工、朝倉市（国道386号重複区間内）
- 大分県
  - 新櫛崎トンネル：延長135 m、1996年（平成8年）竣工、日田市（国道386号重複区間内）

#### 道の駅
- 福岡県
  - 原鶴【北緯33度21分13.8秒 東経130度47分7.2秒 / 北緯33.353833度 東経130.785333度】（朝倉市、国道386号重複区間内）

## 地理

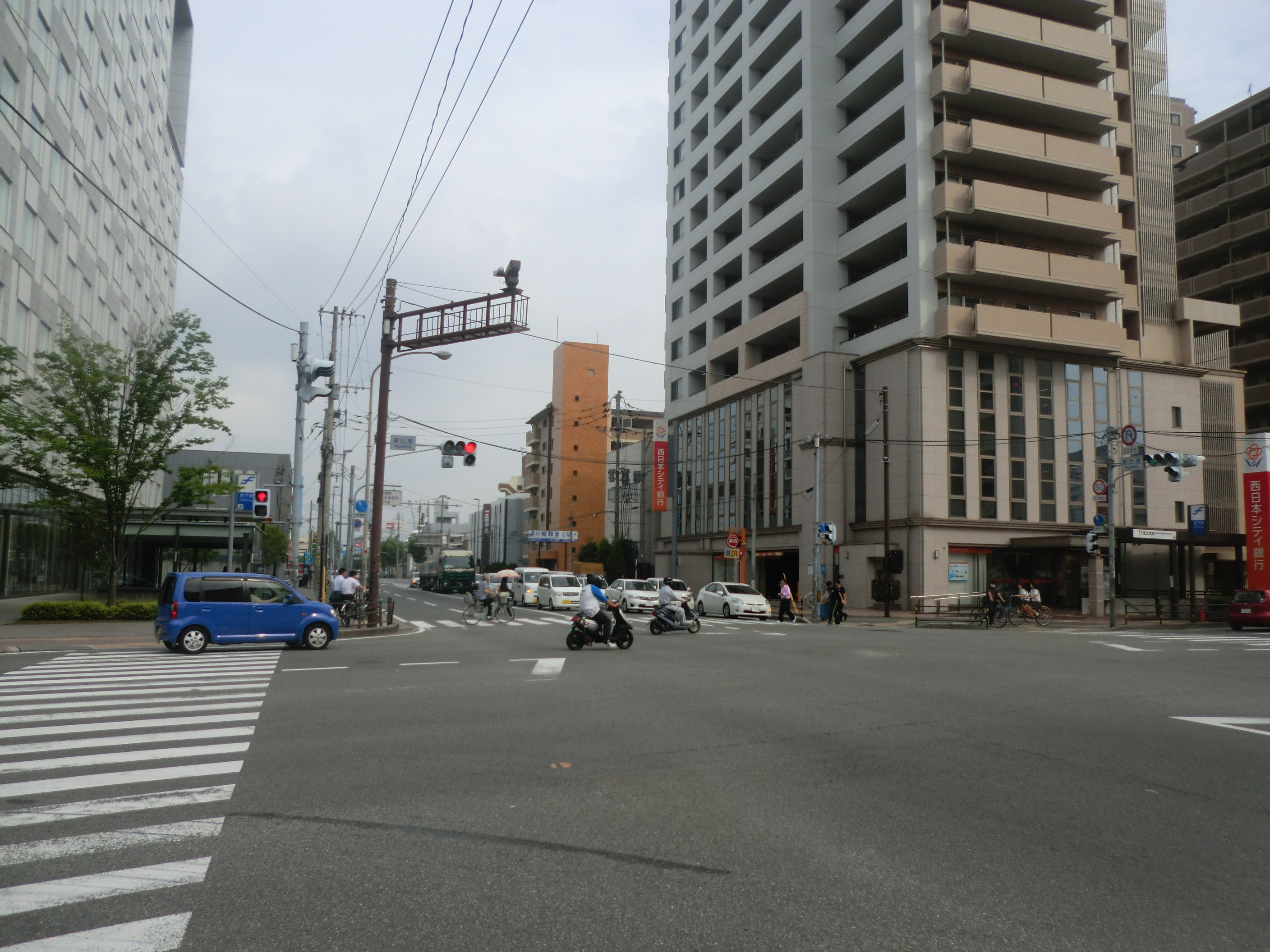
起点である東比恵交差点

### 通過する自治体
- 福岡県
  - 福岡市（博多区）
  - 大野城市
  - 太宰府市
  - 筑紫野市
  - 朝倉郡筑前町
  - 朝倉市
- 大分県
  - 日田市

### 交差する道路
| 交差する道路                                                                                    | 都道府県名 | 市町村名 | 市町村名 | 交差する場所                | 交差する場所                                                                                        |
| ----------------------------------------------------------------------------------------------- | ---------- | -------- | -------- | --------------------------- | --------------------------------------------------------------------------------------------------- |
| 国道3号 福岡県道555号桧原比恵線                                                                 | 福岡県     | 福岡市   | 博多区   | 東比恵3丁目                 | 東比恵交差点 / 起点                                                                                 |
| 福岡県道551号別府比恵線                                                                         | 福岡県     | 福岡市   | 博多区   | 東比恵4丁目                 | 東比恵4丁目交差点                                                                                   |
| 福岡県道553号東光寺竹下春吉線                                                                   | 福岡県     | 福岡市   | 博多区   | 半道橋2丁目                 | 半道橋2丁目交差点                                                                                   |
| 福岡県道45号福岡空港線                                                                          | 福岡県     | 福岡市   | 博多区   | 板付1丁目                   | 板付交差点                                                                                          |
| 福岡県道505号板付牛頸筑紫野線                                                                   | 福岡県     | 福岡市   | 博多区   | 板付5丁目                   | 板付5丁目交差点                                                                                     |
| 国道202号 / 福岡外環状道路                                                                      | 福岡県     | 福岡市   | 博多区   | 井相田1丁目                 | 井相田1丁目交差点                                                                                   |
| 福岡県道518号南福岡停車場線                                                                     | 福岡県     | 福岡市   | 博多区   | 東雲町（しののめまち）4丁目 | 東雲町交差点                                                                                        |
| 福岡県道56号福岡早良大野城線                                                                    | 福岡県     | 福岡市   | 博多区   | 春町3丁目                   | 春町東交差点                                                                                        |
| 福岡県道49号大野城二丈線                                                                        | 福岡県     | 大野城市 | 大野城市 | 山田4丁目                   | 山田4丁目交差点                                                                                     |
| 福岡県道580号那珂川大野城線                                                                     | 福岡県     | 大野城市 | 大野城市 | 白木原5丁目                 | 白木原5丁目交差点                                                                                   |
| 国道3号                                                                                         | 福岡県     | 太宰府市 | 太宰府市 | 水城2丁目                   | 水城2丁目交差点                                                                                     |
| 福岡県道574号水城下臼井線                                                                       | 福岡県     | 太宰府市 | 太宰府市 | 水城3丁目                   | 水城3丁目交差点                                                                                     |
| 福岡県道76号筑紫野太宰府線                                                                      | 福岡県     | 太宰府市 | 太宰府市 | 観世音寺3丁目               | 関屋交差点                                                                                          |
| 国道3号 / 福岡南バイパス                                                                        | 福岡県     | 太宰府市 | 太宰府市 | 通古賀1丁目                 | [ 注釈 2 ]                                                                                          |
| 福岡県道505号板付牛頸筑紫野線                                                                   | 福岡県     | 太宰府市 | 太宰府市 | 通古賀4丁目                 | 通古賀交差点                                                                                        |
| 福岡県道35号筑紫野古賀線                                                                        | 福岡県     | 筑紫野市 | 筑紫野市 | 二日市中央4丁目             | 六反交差点                                                                                          |
| 福岡県道7号筑紫野インター線                                                                     | 福岡県     | 筑紫野市 | 筑紫野市 | 二日市中央2丁目             | 二日市八幡宮前交差点                                                                                |
| 福岡県道65号筑紫野筑穂線 福岡県道520号二日市停車場線                                            | 福岡県     | 筑紫野市 | 筑紫野市 | 二日市中央2丁目             | 天神交差点                                                                                          |
| 佐賀県道・福岡県道137号基山平等寺筑紫野線                                                       | 福岡県     | 筑紫野市 | 筑紫野市 | 二日市南2丁目               | 旭町交差点                                                                                          |
| 国道3号 福岡県道31号福岡筑紫野線                                                                | 福岡県     | 筑紫野市 | 筑紫野市 | 針摺中央2丁目               | 針摺交差点                                                                                          |
| 福岡県道35号筑紫野古賀線 / バイパス 福岡県道53号久留米筑紫野線                                  | 福岡県     | 筑紫野市 | 筑紫野市 | 大字永岡                    | 永岡交差点                                                                                          |
| 国道200号 重複区間起点 福岡県道77号筑紫野三輪線                                                 | 福岡県     | 朝倉郡   | 筑前町   | ニ                          | 山家（やまえ）道交差点【北緯33度28分27.5秒 東経130度33分47.9秒 / 北緯33.474306度 東経130.563306度】 |
| 国道200号 重複区間終点 国道200号 / 冷水道路 国道386号 重複区間起点                              | 福岡県     | 朝倉郡   | 筑前町   | 朝日                        | 朝日東交差点【北緯33度28分1.3秒 東経130度34分17.6秒 / 北緯33.467028度 東経130.571556度】            |
| 福岡県道595号山家西小田線                                                                       | 福岡県     | 朝倉郡   | 筑前町   | 松延                        | いしびつ交差点                                                                                      |
| 福岡県道597号三箇山山隈線                                                                       | 福岡県     | 朝倉郡   | 筑前町   | 栗田                        | 栗田交差点                                                                                          |
| 国道386号 重複区間終点 福岡県道593号久光西小田線                                                | 福岡県     | 朝倉郡   | 筑前町   | 久光                        | 久光橋交差点【北緯33度26分9.6秒 東経130度37分59.0秒 / 北緯33.436000度 東経130.633056度】            |
| 福岡県道594号女男石野町線 重複区間起点                                                          | 福岡県     | 朝倉郡   | 筑前町   | 新町                        | 新町交差点                                                                                          |
| 福岡県道77号筑紫野三輪線                                                                        | 福岡県     | 朝倉郡   | 筑前町   | 新町                        | 依井新町交差点                                                                                      |
| 福岡県道594号女男石野町線 重複区間終点                                                          | 福岡県     | 朝倉郡   | 筑前町   | 依井                        | 依井交差点                                                                                          |
| 福岡県道592号下浦甘木線                                                                         | 福岡県     | 朝倉市   | 朝倉市   | 甘木                        | 神田町交差点                                                                                        |
| 国道322号 国道500号 重複                                                                        | 福岡県     | 朝倉市   | 朝倉市   | 甘木                        | 朝倉総合庁舎入口交差点【北緯33度25分27.7秒 東経130度39分16.3秒 / 北緯33.424361度 東経130.654528度】 |
| 福岡県道33号甘木田主丸線                                                                        | 福岡県     | 朝倉市   | 朝倉市   | 菩提寺                      | 旭町交差点                                                                                          |
| 福岡県道523号甘木停車場線                                                                       | 福岡県     | 朝倉市   | 朝倉市   | 頓田                        | 石の橋交差点                                                                                        |
| 国道386号 重複区間起点 福岡県道8号馬田頓田線                                                    | 福岡県     | 朝倉市   | 朝倉市   | 頓田                        | 古賀茶屋交差点【北緯33度24分48.6秒 東経130度40分38.6秒 / 北緯33.413500度 東経130.677389度】         |
| 福岡県道509号塔ノ瀬十文字小郡線                                                                 | 福岡県     | 朝倉市   | 朝倉市   | 十文字                      | 十文字交差点                                                                                        |
| 福岡県道508号金川田主丸線                                                                       | 福岡県     | 朝倉市   | 朝倉市   | 三奈木                      | 十文字公民館前交差点                                                                                |
| 福岡県道589号福光朝倉線                                                                         | 福岡県     | 朝倉市   | 朝倉市   | 入地                        | 中町交差点                                                                                          |
| 国道386号 / バイパス 福岡県道80号甘木朝倉田主丸線                                               | 福岡県     | 朝倉市   | 朝倉市   | 宮野                        | 比良松交差点                                                                                        |
| 福岡県道79号朝倉小石原線                                                                        | 福岡県     | 朝倉市   | 朝倉市   | 須川                        | 須川交差点                                                                                          |
| 佐賀県道・福岡県道14号鳥栖朝倉線 福岡県道511号吉井恵蘇宿線 福岡県道588号甘木吉井線 重複区間終点 | 福岡県     | 朝倉市   | 朝倉市   | 山田                        | 恵蘇宿交差点                                                                                        |
| 福岡県道588号甘木吉井線 重複区間起点                                                            | 福岡県     | 朝倉市   | 朝倉市   | 杷木志波                    | 本陣橋交差点                                                                                        |
| 福岡県道587号高山千年線                                                                         | 福岡県     | 朝倉市   | 朝倉市   | 杷木志波                    | 原鶴温泉入口交差点                                                                                  |
| E34 大分自動車道                                                                                | 福岡県     | 朝倉市   | 朝倉市   | 杷木寒水（そうず）          | 杷木IC入口交差点 4 杷木IC                                                                           |
| 福岡県道52号八女香春線                                                                          | 福岡県     | 朝倉市   | 朝倉市   | 杷木池田                    | 杷木交差点                                                                                          |
| 国道211号 重複区間起点                                                                          | 大分県     | 日田市   | 日田市   | 大字夜明                    | 夜明大橋北交差点                                                                                    |
| 国道211号 重複区間起点                                                                          | 大分県     | 日田市   | 日田市   | 大字夜明                    | 夜明三差路交差点                                                                                    |
| 国道212号 / 玉川バイパス 国道496号 重複                                                         | 大分県     | 日田市   | 日田市   | 大字十二町                  | 玉川交差点                                                                                          |
| 大分県道677号石井庄手線                                                                         | 大分県     | 日田市   | 日田市   | 本庄町                      | 本庄町西交差点                                                                                      |
| 大分県道・熊本県道9号日田鹿本線 大分県道48号日田玖珠線                                          | 大分県     | 日田市   | 日田市   | 本町                        | 元町交差点                                                                                          |
| 大分県道535号豊後三芳停車場線 大分県道674号岩戸五馬日田線                                       | 大分県     | 日田市   | 日田市   | 三芳小渕町                  | 三芳小渕町交差点                                                                                    |
| 国道210号 / 日田バイパス 国道386号 重複区間終点                                                 | 大分県     | 日田市   | 日田市   | 小ケ瀬町                    | 小ケ瀬（1）交差点 / 終点                                                                            |

### 交差する鉄道
- 西鉄天神大牟田線
- 筑豊本線
- 久大本線

### 沿線ガイド

#### 福岡市・大野城市
福岡市博多区の東比恵交差点が起点である。福岡空港の西側の住宅や店舗・事業所が密集する中を南東方向に進んでいく。東雲町交差点から山田4丁目交差点までは当道路が福岡市と大野城市の市境となっている。山田4丁目交差点を抜けて大野城市に入り、事代主神などを祀る雑餉隈恵比須神社、イオン大野城ショッピングセンター、大野城市役所、大野城まどかぴあを経て、瓦田橋で牛頸川を越え、大野小学校の前を経て、下大利団地の北側を通り御笠川を越えて太宰府市に入る。

#### 太宰府市・筑紫野市
太宰府市内では引き続き住宅や事業所の中を抜け、菅原道真を祀る老松神社のそばを通り国道3号福岡南バイパス・九州自動車道の下を抜け、関屋交差点に至る。関屋交差点を左折すると太宰府市中心部や太宰府天満宮に行くことができる。同交差点を直進（右にカーブ）し、再び御笠川を越えて国道3号福岡南バイパスをくぐり抜け、西鉄天神大牟田線都府楼前駅をまたぎ越し、JR都府楼南駅付近の住宅地を抜けて筑紫野市に入る。
筑紫野市内では鹿児島本線と西鉄天神大牟田線に挟まれて南東に進み、JR二日市駅と西鉄紫駅の前を通る。石崎交差点で左にカーブして東南東に向きを変え、西鉄天神大牟田線を踏切で越えて朝倉街道駅の前を通り、ゆめタウン筑紫野のある針摺交差点を通る。針摺交差点から3 kmほど進んで筑前町に入る。

#### 筑前町・朝倉市
筑前町に入り300 mほど進んだところにある山家道交差点から朝日東交差点までは国道200号との重複区間となる。この区間は国道200号の旧道（現在の福岡県道77号筑紫野三輪線の一部）が降格する前は、国道200号ではなくこの区間も国道386号であった。朝日東交差点からは国道386号との重複区間となる。筑前町役場の前を通り南東方向に直進した先にある久光橋交差点から国道386号は左手のバイパスに進み、再び当路線の単独区間となり、筑前町役場支所（旧三輪町役場）を経て朝倉市の中心部を抜けていく。その先にある古賀茶屋交差点で当路線の単独区間は終了する。同交差点から先は全区間が国道386号との重複区間で、原鶴温泉を経て小ヶ瀬1丁目交差点に至る。
古賀茶屋交差点以南の朝倉市内については国道386号#朝倉市を、大分県内については国道386号#日田市を参照。